# التهاب الجلد التقرحي
التهاب الجلد التقرحي، هو خلل جلدي يظهر في القوارض، يرتبط بنموٍ بكتيري، ويبدأ عادةً بإصابة ذاتية قد تكون نتيجةً للاستجابة التحسسية. وعلى الرغم من أنه قد تشترك كائنات أخرى في إحداث هذا الخلل، إلا أن مستنبت البكتيريا يظهر بشكل متكرر وجود عنقوديات ذهبية. وغالبًا ما تكون الآفات التي توجد بشكل أساسي في القفص الصدري والرقبة والكتف غير منتظمة الشكل ومحاطة بحدود ورطبة. وقد تتسبب الحكة الشديدة في حدوث خدوش تساعد في تفاقم الآفات وإدامة وجودها. وربما تتعرض طبقة البشرة للتلف فضلاً عن الإصابة الأساسية بـالبثور أو الخراريج والورم الحبيبي.
في الحالات التي لا يجدي فيها استخدام العلاج الموضعي وحده للتعافي من التهاب الجلد وتكون المهيجات غير معروفة، قد تكون هناك عدوى ثانوية بكتيرية أو فطرية أو إصابة بداء المبيضات مما يتطلب أن يصف البيطار مضادات للفطريات أو مضادات حيوية كعلاج.
قد يُلاحظ ظهور هذا الخلل الجلدي لدى الجرذان في منطقة الرقبة والرأس، وغالبًا ما يكون عرضًا ثانويًا للإصابة الجلدية ناتجًا عن الخدوش أو العراك.